# Juwal
Juwal (hebr. יובל; ang. Yuval, lub czasami Kfar Yuval) – moszaw położony w Samorządzie Regionu Mewo’ot ha-Chermon, w Dystrykcie Północnym, w Izraelu.

## Położenie
Leży w północnej części Górnej Galilei przy granicy z Libanem.

## Historia
Moszaw został założony w 1953 przez imigrantów z Kurdystanu, których ewakuowano wówczas z Jerozolimy.

## Gospodarka
Gospodarka moszawu opiera się na intensywnym rolnictwie, sadownictwie i turystyce.